# Rodong Sinmun
Rodong Sinmun (koreanska: 로동신문, 勞動新聞; i Sydkorea 노동신문, Nodong Sinmun, ibland —shinmun) är Nordkoreas största dagstidning och regeringens och Koreas arbetarpartis organ. Tidningen citeras i sin tur ofta av landets enda nyhetsbyrå, statliga KCNA (Chosŏn Tongsinsa), och uppfattas som regeringens röst. Innehållet i tidningen ligger också till grund för artiklarna i den statliga engelskspråkiga tidningen Pyongyang Times.
Tidningen bildades 1945 som Chǒngro (정로, 正路, ”rätt väg”), och fick sitt nuvarande namn året därpå, i september 1946.

## Namn
Det officiella transkriberade namnet på tidningen är Rodong Sinmun, ”Arbetarnas tidning”. I Sydkorea kallas den ibland Rodong Shinmun eftersom 시 skrivs shi i den reviderade variant av McCune-Reischauertranskriberingen som används där. Med sinokoreanska tecken (hancha) skrivs namnet 勞動新聞, vilket i sydkoreanskt standarduttal blir Nodong Sinmun. I svenska medier förekommer ofta, något oegentligt, Rodong Simun.

## Innehåll
Ett nummer av Rodong Sinmun är i regel sex sidor långt, där den första sidan innehåller inrikesnyheter, med fokus på Kim Jong-uns förehavanden. Sidan två för en ledare, sidan tre ekonominyheter, sidan fyra utrikesnyheter, sidan fem artiklar om Sydkorea och sidan sex en tidningskrönika med nyheter från exempelvis japanska eller amerikanska medier.